# Robert Harry Kraichnan
Robert Harry Kraichnan, ameriški fizik, * 15. januar 1928, Filadelfija, Pensilvanija, ZDA, † 26. februar 2008, Santa Fe, Nova Mehika, ZDA.
Kraichnan je najbolj znan po svojem delu na področju turbulentnega toka tekočin, teorije polja in splošne teorije relativnosti. Med letoma 1949 in 1950 je bil med zadnjimi Einsteinovimi raziskovalnimi asistenti.